# Accident ferroviaire de Tenga
L'accident ferroviaire de Tenga survient le 25 mai 2002 à Tenga (en), à 40 km au nord-ouest de Maputo, au Mozambique, faisant 196 morts et 167 blessés.

## Accident
Le train, qui circule sur la voie ferrée reliant Maputo à l'Afrique du Sud, comprend des voitures de passagers à bord desquelles voyagent 600 personnes et compte plusieurs wagons chargés de ciment sud-africain. Les wagons se découplent à environ cinq kilomètres de Tenga, à une trentaine de kilomètres de la capitale Maputo, peut-être dans le cadre d'une manœuvre de l'équipe du train. Les wagons roulent ensuite en sens inverse sur la ligne jusqu'à Tenga, dévalent une colline et s'écrasent sur les wagons à l'arrêt chargés de ciment du train qui sont attelés à la locomotive.
Le bilan final fait état de 196 morts et plus de 400 blessés sont pris en charge à l'hôpital.

## Enquête
L'accident est imputé à une erreur humaine et à une manœuvre ayant mal tourné. Le conducteur du train, après un problème mécanique, décide de découpler les voitures des passagers dans le but d'acheminer les wagons de marchandise en tête de train vers la ville de Tenga. Il souhaite caler les wagons découplés avec de grandes pierres, mais celles-ci ne suffisent pas à retenir le train. Les voitures de passagers descendent donc la colline et s'écrasent contre la cargaison de fret.
Les pertes les plus graves surviennent dans les deux premiers wagons.

## Réactions
Trois jours de deuil national sont déclarés par le président du Mozambique de l'époque, Joaquim Chissano.
À la suite des conclusions de l'enquête, le président du Mozambique appelle à une meilleure formation des personnels ferroviaires. 
Un an après l'accident, une plaque commémorative est inaugurée, sur le site de la catastrophe.

## Accidents ferroviaires au Mozambique
Cet accident ferroviaire est le plus grave survenu au Mozambique, avec un bilan humain plus important que l'
accident ferroviaire de Magude.